# Jean-Michel Martial
Jean-Michel Martial (Antananarivo, 18 de julio de 1952 - París, 17 de octubre de 2019) fue un actor, director de escena y realizador francés de origen malganche.

## Biografía
De ascendencia guadalupeña, Martial nació en julio de 1952 en Antananarivo, capital de Madagascar. Era el hermano mayor del también actor Jacques Martial. Se convirtió en doctor en cirugía dental en París y Guyana, antes de cerrar su práctica en Cayenne en 1983 para dedicarse al teatro.
En 1988, Jean-Michel Martial era alumno de Sarah Sanders, quien lo dirigió en La señorita Julia de August Strindberg. Desde entonces, alternó las actividades como actor, director de escena y actor de doblaje.
En 1997 fundó la empresa L'Autre Souffle, con la que producía, coproducía y dirigía obras de teatro como Blood Links o Martin Luther King Jr. - La Force d'aimer.
Acudió a la 46.ª edición del Festival de Cannes para presentar la película L'homme sur les quais, dirigida por Raoul Peck y que participaba en la selección oficial. Fue más conocido en la televisión francesa TF1 por su papel del comisario Grégoire Lamarck en la serie Profilage. También interpretó a Monsieur Honoré en la obra de teatro Edmond (2016) de Alexis Michalik, papel que asumió en 2019 para su adaptación cinematográfica.
Activo en el mundo del doblaje, fue actor de voz habitual de la serie animada South Park, entre los años 1998 y 2018, doblando en francés a los personajes del Chef y Satanás; del brujo Eskel en el videojuego The Witcher 3: Wild Hunt (2015) y de Marsellus Wallace en la película Pulp Fiction (1994) de Quentin Tarantino.
Entre septiembre de 2016 y junio de 2019, fue presidente del Consejo Representativo de los Franceses de Ultramar.
Falleció en París la noche del 17 de octubre de 2019, a los 67 años, tras una larga enfermedad. Su funeral se celebró el 23 de octubre en la iglesia de San Roque, antes de su incineración en el crematorio del cementerio de Père-Lachaise.